# Stenopsylla proboscidaria
Stenopsylla proboscidaria är en insektsart som beskrevs av Yu 1956. Stenopsylla proboscidaria ingår i släktet Stenopsylla och familjen spetsbladloppor. Inga underarter finns listade i Catalogue of Life.